# 2011 aux États-Unis
Chronologie des États-Unis
- 2007
- 2008
- 2009
- 2010
- 2011
- 2012
- 2013
- 2014
- 2015

 2000 par pays en Amérique - 2010 par pays en Amérique - 2011 par pays en Amérique
2012 par pays en Amérique - 2013 par pays en Amérique 
Cette page concerne des événements qui se sont produits durant l'année 2011 du calendrier grégorien aux États-Unis.

## Gouvernement
- Président : Barack Obama (Démocrate)
- Vice-président : Joe Biden (Démocrate)
- Chief Justice : John Roberts Junior
- Président de la Chambre des représentants : Nancy Pelosi (D-Californie) avec le 3 janvier, John Boehner (R-Ohio) depuis le 5 janvier
- Chef des démocrates au Sénat : Harry Reid (D-Nevada)
- Secrétaire d'État : Hillary Rodham Clinton

## Principaux évènements
- fin de la réforme commencé l'année précédente de la règle Don't ask, don't tell

### Mai 2011
- Ben Laden est tué par des troupes américaines au Pakistan

### Août 2011
- Le scandale lié à l'Opération Fast and Furious, visant à lutter contre le trafic d'armes à destination du Mexique, coûte leurs postes au dirigeant du Bureau of Alcohol, Tobacco, Firearms and Explosives (ATF) et au procureur général d'Arizona.

## Décès en 2011
- 2 janvier : Anne Francis, actrice
- 7 avril : Edward Edwards, tueur en série
- 14 avril : Walter Breuning, supercentenaire, plus vieil homme du monde avant sa mort
- 11 mai : Maurice Goldhaber, physicien
- 20 mai : Randy Savage, catcheur
- 23 juin : Peter Falk, acteur
- 5 octobre : Steve Jobs, génial inventeur
- 4 décembre : Patricia C. Dunn, femme d'affaires
- 7 décembre : Jerry Robinson, dessinateur de bandes dessinées